# Grallator

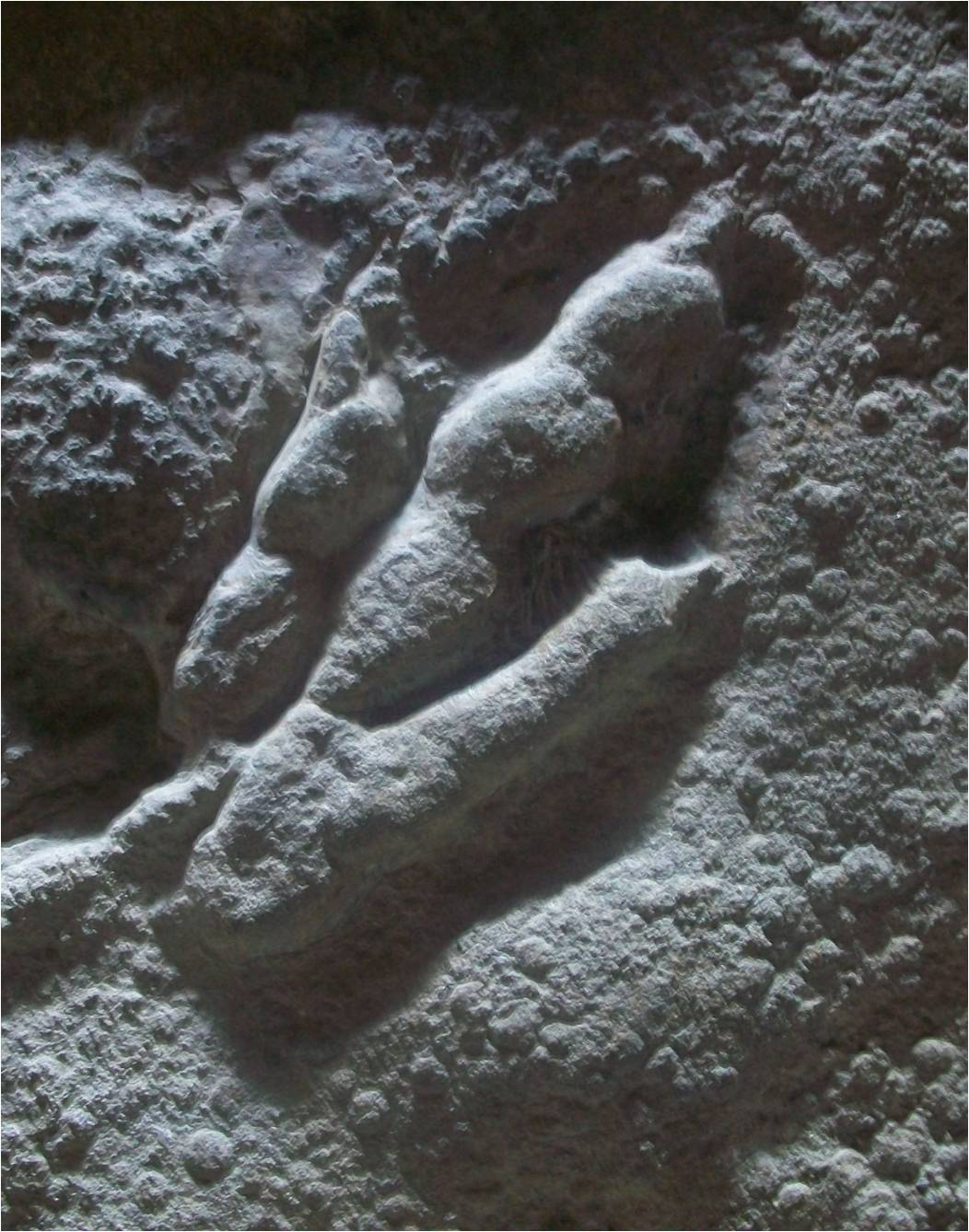
Afgietsel (negatief) van een fossiele voetafdruk

Grallator is een ichnogenus (vormtaxon gebaseerd op pootafdrukken) die een veel voorkomend type kleine, drietenige afdruk inhoudt, gemaakt door een verscheidenheid aan tweevoetige theropode dinosauriërs. Er zijn pootafdrukken van het Grallator-type gevonden in formaties die dateren uit het vroege Trias tot het vroege Krijt. Ze zijn te vinden in de Verenigde Staten, Canada, Europa, Australië, Brazilië (Sousa- en Santa Maria-formaties) en China, maar komen het meest voor aan de oostkust van Noord-Amerika, vooral de Trias- en vroege Jura-formaties van de noordelijke onderdeel van de Newark Supergroup. De naam Grallator vertaalt zich in 'steltlopers', hoewel de werkelijke lengte en vorm van de spoormakende poten per soort varieerde, welke meestal niet is geïdentificeerd. De verwante term Grallae is een oude naam voor de veronderstelde groep van langbenige waadvogels, zoals ooievaars en reigers. Deze pootafdrukken kregen in 1858 de naam van hun ontdekker Edward Hitchcock.
Grallator-pootafdrukken zijn typisch drietenig (tridactiel) en variëren van tien tot twintig centimeter lengte. Hoewel de sporen slechts drie tenen vertonen, hadden de spoormakers waarschijnlijk tussen de vier en vijf tenen aan hun voeten. De afdrukken zijn dan gemaakt door de tweede, derde en vierde teen. Hoewel het meestal onmogelijk is om deze afdrukken in verband te brengen met de exacte dinosauriërsoort die ze heeft achtergelaten, is het soms mogelijk om het aantal potentiële spoormakers te beperken door de proporties bij individuele Grallator-ichnosoorten te vergelijken met bekende dinosauriërs van dezelfde formatie. Grallator-sporen gevonden in de Yixian-formatie kunnen bijvoorbeeld zijn achtergelaten door Caudipteryx.

## Paleopathologie
Fossiele sporen kunnen informatief zijn over pathologieën van theropoden, maar blijkbaar kunnen schijnbaar pathologische kenmerken te wijten zijn aan ongewoon gedrag. Zandsteenlagen die dateren uit het Norien in het zuiden van Wales, bewaren sporen van een individu met een vervormde derde teen toegewezen aan de ichnogenus Anchisauripus. Het distale uiteinde van de teen was constant gebogen. Deze schijnbare pathologie kan echter worden veroorzaakt doordat het dier de punt van deze teen draaide bij het optillen van de voet.

## Voorkomen

### Newark Supergroup-afdrukken
De meest bekende en archetypische afdrukken die voldoen aan het Grallator-type zijn die gevonden aan de oostkust van Noord-Amerika, met name van het Laat-Trias tot de vroege jurassische Newark Supergroup. Deze voetafdrukken zijn waarschijnlijk gemaakt door een niet-geïdentificeerde, basale dinosauriër die lijkt op Coelophysis. De voetafdrukken van de Newark Supergroup tonen de tenen II, III en IV, maar geen spoor van de kortere tenen I en V die waarschijnlijk aanwezig zouden zijn geweest in een dinosauriër in deze evolutiefase. De buitenste twee tenen zouden stomp en ondoeltreffend zijn geweest en de grond niet geraakt hebben tijdens het lopen of rennen. Ondanks dat ze het grootste deel van hun effectiviteit hadden verloren, had de evolutie van de dinosauriërs deze tenen nog niet verwijderd om de voet volledig te stroomlijnen. Dit is bekend omdat er zeldzame exemplaren worden gevonden met sporen van deze buitenste tenen. Tenen II, III en IV hebben respectievelijk drie, vier en vijf teenkootjes.
Hoewel de Newark Supergroup Grallator-afdrukken zijn gemaakt door een tweevoetige saurischische-dinosauriër, kunnen ze gemakkelijk worden aangezien voor die van het Laat-Trias ichnogenus Atreipus. De spoormaker van Atreipus-afdrukken was een viervoetige ornithischiër. De reden voor deze gelijkenis is een gebrek aan specialisatie in de voetevolutie van de twee verschillende groepen dinosauriërs: de Ornithischia en Saurischia.

### Wales
In januari 2021 vond de vierjarige Lily Wilder tijdens een wandeling met haar vader Richard Wilder een 215 tot 220 miljoen jaar oude pootafdruk van een dinosauriër in Bendricks Bay in de Vale of Glamorgan in Wales. Experts geloven dat de pootafdruk hoogstwaarschijnlijk is achtergelaten door een dinosauriër (de afdruk is van het Grallator-type) die ongeveer 75 centimeter hoog en 2,5 meter lang was en op zijn twee achterpoten liep. De wetenschappers noemden de ontdekking van het meisje de mooiste indruk van een 215 miljoen jaar oude dinosauriërafdruk die in tien jaar in Groot-Brittannië is gevonden. Karl-James Langford, een archeoloog van het Amgueddfa Cymru – National Museum Wales, noemde het een ontdekking van internationaal belang. Cindy Howells, de curator van het museum, beschreef het als een van de best bewaarde voorbeelden in het hele Verenigd Koninkrijk en zei dat het paleontologen echt zal helpen een beter idee te krijgen van hoe deze vroege dinosauriërs liepen.

## Soorten
Grallator toscanus van Monte Pisano (Italië)
- Ondergeslacht G. (Coelurosaurichnus)
  - G. (C.) palmipes
    - G. (C.) p. exiguus (Ellenberger, 1970)
- Ondergeslacht G. (Grallator)
  - G. (G.) zvierzi Gierlinski, 1991
- G. andeolensis Gand, Vianey-Liaud, Demathieu, & Garric, 2000
- G. angustidigitus (Ellenberger, 1970)
- G. angustus (Ellenberger, 1974)
  - G. a. cursor Ellenberger, 1974
- G. cursorius Hitchcock, 1858 (ichnotype)
- G. cuneatus Hitchcock, 1858
- G. damanei Ellenberger, 1970
- G. deambulator (Ellenberger, 1970)
- G. digitigradus (Ellenberger, 1974)
- G. emeiensis Zhen, Li, Han & Yang, 1995
- G. formosus Hitchcock, 1858
- G. gracilis Hitchcock, 1865
- G. graciosus (Ellenberger, 1970)
- G. grancier (Courel & Demathieu, 2000)
- G. ingens (Ellenberger, 1970)
- G. jiuquwanensis (Zeng, 1982) =Hunanpus
- G. kehli (Beurlen, 1950)
- G. kronbergeri (Rehnelt, 1959)
- G. lacunensis (Ellenberger, 1970)
- G. leribeensis (Ellenberger, 1970)
- G. limnosus Zhen, Li, & Rao, 1985
- G. madseni Irby, 1995
- G. magnificus (Ellenberger, 1970)
- G. matsiengensis Ellenberger, 1970
- G. maximus Lapparent & Monetnat, 1967
- G. minimus (Ellenberger, 1970)
- G. minor (Ellenberger, 1970)
- G. moeni (Beurlen, 1950)
- G. mokanametsongensis (Ellenberger, 1974)
- G. molapoi Ellenberger, 1974
- G. morijiensis (Ellenberger, 1970)
- G. moshoeshoei (Ellenberger, 1970)
- G. olonensis Lapparent & Monetnat, 1967
- G. palissyi (Gand, 1976)
- G. paulstris (Ellenberger, 1970)
- G. perriauxi (Demathieu & Gand, 1972)
- G. princeps (Ellenberger, 1970)
- G. protocrassidigitus (Ellenberger, 1970)
- G. rapidus (Ellenberger, 1974)
- G. romanovskyi (Gabunia & Kurbatov)
- G. quthingensis (Ellenberger, 1974)
- G. rectilineus (Ellenberger, 1970)
- G. sabinensis (Gand & Pellier, 1976)
- G. sassendorfensis (Kuhn, 1958)
- G. sauclierensis Demathieu & Sciau, 1992
- G. schlauersbachensis (Weiss, 1934)
- G. socialis (Ellenberger, 1970)
- G. ssatoi Yabe, Inai, & Shikama, 1940
- G. tenuis Hitchcock, 1858
- G. toscanus (Huene, 1941)
- G. variabilis Lapparent & Monetnat, 1967